# Глазер, Гельмут
Гельмут Глазер (нем. Helmut Glaser; 29 июля 1910, Гмюнд-ин-Кернтен, Австро-Венгрия — 28 августа 1947, Любляна, Югославия) — австрийский штурмбаннфюрер СС и осуждённый военный преступник.

## Биография
Гельмут Глазер родился 29 июля 1910 года в семье директора городской школы. После посещения народной школы и реального училища изучал германистику и романистику на философском факультете Венского университета. В 1934 году получил докторскую степень по философии. После ещё двух семестров обучения сдал экзамен на учителя средней школы по основным предметам — немецкому и французскому языку и проходил один испытательный год в реальном училище в Клагенфурте.
8 октября 1931 года вступил в НСДАП (билет № 444132). 10 октября 1936 года был зачислен в ряды СС (№ 301760). В марте 1938 года после Аншлюса Австрии стал учителем в торговой академии и работал в педагогическом училище в Клагенфурте. В июле 1938 года поступил на службу в СД. В конце августа 1939 года был отправлен в айнзацкоманду 4 айнзацгруппы I, в составе которой участвовал в Польской кампании. После расформирования подразделения был переведён в ведомство полиции безопасности и СД в Кракове. С сентября 1940 года был руководителем отдела СД в Кракове. С мая по сентябрь 1941 года возглавлял отделы I и II в штабе по выселению полиции безопасности и СД в Бледе. На этой должности занимался переселением словенцев из Верхней Крайны. Впоследствии вернулся в отделение СД в Клагенфурте, где возглавил отдел III С по вопросам культуры и стал заместителем начальника. В апреле 1943 года стал руководителем секции СД в Байройте. В середине декабря 1944 года был отправлен в Братиславу. 30 декабря Глазер возглавил команду особого назначения № 29 и находился на этой должности до конца войны, когда команда был расформирована.
Незадолго до окончания войны он отправился в Регенсбург, а затем с гражданскими документами пошёл по направлению к Зальцбургу, которого достиг 8 мая 1945 года. 14 июня 1945 года получил пропуск от американского военного правительства и переехал в Крумпендорф. 1 сентября 1945 года был арестован и отправлен в лагерь Эбенталь. 5 декабря 1946 года был экстрадирован в Югославию. 19 июля 1947 года был приговорён к смертной казни через расстрел. 28 августа 1947 года приговор был приведён в исполнение.